# Вілл Герд
Вільям Баллард Герд (англ. William Ballard Hurd; нар. 19 серпня 1977, Сан-Антоніо, Техас) — американський політик-республіканець, з 2015 р. представляє 23-й виборчій округ штату Техас у Палаті представників США.
У 1995 г. закінчив середню школу ім. Джона Маршалла У 2000 р. він закінчив Техаський університет A&M, вивчав інформатику. У період з 2000 по 2009 рр. Герд працював на різних посадах у ЦРУ, був у відрядженнях в Афганістані, Пакистані та Індії. Пізніше працював у техаський стратегічній консалтинговій компанії Crumpton Group. У 2010 р. невдало балотувався до Конгресу.
Володіє урду.